# Carbondale (Pennsylvania)
Carbondale è un comune (city) degli Stati Uniti d'America, situato nello stato della Pennsylvania, nella contea di Lackawanna.